# Emilia di Nassau
Emilia di Nassau (Colonia, 10 aprile 1569 – Ginevra, 16 marzo 1629) fu una principessa di Orange e infanta di Portogallo.

## Biografia
Era figlia di Guglielmo I d'Orange e della seconda moglie Anna di Sassonia.
A causa della malattia mentale della madre, Emilia e i fratelli vennero tenuti lontani da lei e vennero allevati dallo zio Giovanni VI di Nassau-Dillenburg a Dillenburg.
Dopo la morte del padre, visse alla corte del fratello Maurizio di Nassau dove ebbe modo di conoscere Emanuele del Portogallo, figlio del pretendente al trono Antonio.
Emilia ed Emanuele si sposarono segretamente nel 1597. Maurizio si oppose formalmente al matrimonio, perché Emanuele era cattolico, e bandì per dieci anni dalla corte la sorella.
Marito e moglie si separarono di fatto quando Emanuele decise di andare a vivere a Bruxelles presso la corte di Isabella Clara Eugenia d'Asburgo, nemica della Casa d'Orange. Emilia invece andò a vivere a Ginevra con i figli, dove morì tre anni dopo.

## Discendenza
La coppia ebbe dieci figli:
- una figlia (1598-1602)
- Maria Belgica (1599-1647), sposò nel giugno 1629 il colonnello Theodor Croll (morto assassinato nel 1640 a Venezia), Quartiermastro Generale del duca Odoardo I Farnese di Parma,
- Emanuele II, duca di Beja (24 febbraio 1600 - 27 ottobre 1666), sposò la contessa Giovanna di Hanau-Münzenberg
- Luigi Guglielmo, marchese di Tramoso (1601-1660), militare, comandante delle guardie di Maurizio di Nassau nel 1624, cavaliere di Malta, sposò Anna Maria Capece Galeota di Monteleone
- una figlia (1602-1603)
- Emilia Luisa (1603-1670),
- Anna Luisa (1605-1669)
- Giuliana Caterina (c. 1607–1680)
- Maurizia Eleonora (1609-1674), sposo il principe Giorgio Federico di Nassau-Siegen
- Sabina Delfina (1612–1670)

## Antenati
|                                  |                       |                                   | Genitori                          |  |  | Nonni |  |  | Bisnonni                         |  |  | Trisnonni |  |
|                                  |                       |                                   |                                   |  |  |       |  |  | Giovanni IV di Nassau-Dillenburg |  |  | …         |  |
|                                  |                       |                                   |                                   |  |  |       |  |  | Giovanni IV di Nassau-Dillenburg |  |  | …         |  |
|                                  |                       | …                                 |                                   |  |  |       |  |  | Giovanni IV di Nassau-Dillenburg |  |  |           |  |
| Guglielmo I di Nassau-Dillenburg |                       |                                   |                                   |  |  |       |  |  | Giovanni IV di Nassau-Dillenburg |  |  |           |  |
|                                  |                       | Elisabetta d'Assia-Marburg        | Enrico II d'Assia-Marburg         |  |  |       |  |  |                                  |  |  |           |  |
|                                  |                       | Elisabetta d'Assia-Marburg        | Enrico II d'Assia-Marburg         |  |  |       |  |  |                                  |  |  |           |  |
|                                  |                       | Elisabetta d'Assia-Marburg        | Anna di Ketznelnbogen             |  |  |       |  |  |                                  |  |  |           |  |
| Guglielmo I d'Orange             |                       | Elisabetta d'Assia-Marburg        |                                   |  |  |       |  |  |                                  |  |  |           |  |
|                                  |                       | Botho VIII di Solberg-Wernigerode | …                                 |  |  |       |  |  |                                  |  |  |           |  |
|                                  |                       | Botho VIII di Solberg-Wernigerode | …                                 |  |  |       |  |  |                                  |  |  |           |  |
|                                  |                       | Botho VIII di Solberg-Wernigerode | …                                 |  |  |       |  |  |                                  |  |  |           |  |
| Giuliana di Stolberg             |                       | Botho VIII di Solberg-Wernigerode |                                   |  |  |       |  |  |                                  |  |  |           |  |
|                                  |                       | Anna di Eppstein-Königstein       | …                                 |  |  |       |  |  |                                  |  |  |           |  |
|                                  |                       | Anna di Eppstein-Königstein       | …                                 |  |  |       |  |  |                                  |  |  |           |  |
|                                  |                       | Anna di Eppstein-Königstein       | …                                 |  |  |       |  |  |                                  |  |  |           |  |
| Emilia di Nassau                 |                       | Anna di Eppstein-Königstein       |                                   |  |  |       |  |  |                                  |  |  |           |  |
|                                  | Enrico IV di Sassonia | Alberto III di Sassonia           |                                   |  |  |       |  |  |                                  |  |  |           |  |
|                                  | Enrico IV di Sassonia | Alberto III di Sassonia           |                                   |  |  |       |  |  |                                  |  |  |           |  |
|                                  | Enrico IV di Sassonia | Sidonia di Boemia                 |                                   |  |  |       |  |  |                                  |  |  |           |  |
| Maurizio I, Elettore di Sassonia | Enrico IV di Sassonia |                                   |                                   |  |  |       |  |  |                                  |  |  |           |  |
|                                  |                       | Caterina di Meclemburgo-Schwerin  | Magnus II di Meclemburgo-Schwerin |  |  |       |  |  |                                  |  |  |           |  |
|                                  |                       | Caterina di Meclemburgo-Schwerin  | Magnus II di Meclemburgo-Schwerin |  |  |       |  |  |                                  |  |  |           |  |
|                                  |                       | Caterina di Meclemburgo-Schwerin  | Sofia di Pomerania-Wolgast        |  |  |       |  |  |                                  |  |  |           |  |
| Anna di Sassonia                 |                       | Caterina di Meclemburgo-Schwerin  |                                   |  |  |       |  |  |                                  |  |  |           |  |
|                                  |                       | Filippo I d'Assia                 | Guglielmo II d'Assia              |  |  |       |  |  |                                  |  |  |           |  |
|                                  |                       | Filippo I d'Assia                 | Guglielmo II d'Assia              |  |  |       |  |  |                                  |  |  |           |  |
|                                  |                       | Filippo I d'Assia                 | Anna di Meclemburgo-Schwerin      |  |  |       |  |  |                                  |  |  |           |  |
| Agnese d'Assia                   |                       | Filippo I d'Assia                 |                                   |  |  |       |  |  |                                  |  |  |           |  |
|                                  |                       | Cristina di Sassonia              | Ernesto di Sassonia               |  |  |       |  |  |                                  |  |  |           |  |
|                                  |                       | Cristina di Sassonia              | Ernesto di Sassonia               |  |  |       |  |  |                                  |  |  |           |  |
|                                  |                       | Cristina di Sassonia              | Elisabetta di Baviera             |  |  |       |  |  |                                  |  |  |           |  |
|                                  |                       | Cristina di Sassonia              |                                   |  |  |       |  |  |                                  |  |  |           |  |